# 1925 год
1925 (ты́сяча девятьсо́т два́дцать пя́тый) год  по григорианскому календарю — невисокосный год, начинающийся в четверг. Это 1925 год нашей эры, 5‑й год 3‑го десятилетия XX века 2‑го тысячелетия, 6‑й год 1920‑х годов. Он закончился 100 лет назад.
| Пн | Вт | Ср | Чт | Пт | Сб | Вс |
|    |    |    | 1  | 2  | 3  | 4  |
| 5  | 6  | 7  | 8  | 9  | 10 | 11 |
| 12 | 13 | 14 | 15 | 16 | 17 | 18 |
| 19 | 20 | 21 | 22 | 23 | 24 | 25 |
| 26 | 27 | 28 | 29 | 30 | 31 |    |

| Пн | Вт | Ср | Чт | Пт | Сб | Вс |
|    |    |    |    |    |    | 1  |
| 2  | 3  | 4  | 5  | 6  | 7  | 8  |
| 9  | 10 | 11 | 12 | 13 | 14 | 15 |
| 16 | 17 | 18 | 19 | 20 | 21 | 22 |
| 23 | 24 | 25 | 26 | 27 | 28 |    |

| Пн | Вт | Ср | Чт | Пт | Сб | Вс |
|    |    |    |    |    |    | 1  |
| 2  | 3  | 4  | 5  | 6  | 7  | 8  |
| 9  | 10 | 11 | 12 | 13 | 14 | 15 |
| 16 | 17 | 18 | 19 | 20 | 21 | 22 |
| 23 | 24 | 25 | 26 | 27 | 28 | 29 |
| 30 | 31 |    |    |    |    |    |

| Пн | Вт | Ср | Чт | Пт | Сб | Вс |
|    |    | 1  | 2  | 3  | 4  | 5  |
| 6  | 7  | 8  | 9  | 10 | 11 | 12 |
| 13 | 14 | 15 | 16 | 17 | 18 | 19 |
| 20 | 21 | 22 | 23 | 24 | 25 | 26 |
| 27 | 28 | 29 | 30 |    |    |    |

| Пн | Вт | Ср | Чт | Пт | Сб | Вс |
|    |    |    |    | 1  | 2  | 3  |
| 4  | 5  | 6  | 7  | 8  | 9  | 10 |
| 11 | 12 | 13 | 14 | 15 | 16 | 17 |
| 18 | 19 | 20 | 21 | 22 | 23 | 24 |
| 25 | 26 | 27 | 28 | 29 | 30 | 31 |

| Пн | Вт | Ср | Чт | Пт | Сб | Вс |
| 1  | 2  | 3  | 4  | 5  | 6  | 7  |
| 8  | 9  | 10 | 11 | 12 | 13 | 14 |
| 15 | 16 | 17 | 18 | 19 | 20 | 21 |
| 22 | 23 | 24 | 25 | 26 | 27 | 28 |
| 29 | 30 |    |    |    |    |    |

| Пн | Вт | Ср | Чт | Пт | Сб | Вс |
|    |    | 1  | 2  | 3  | 4  | 5  |
| 6  | 7  | 8  | 9  | 10 | 11 | 12 |
| 13 | 14 | 15 | 16 | 17 | 18 | 19 |
| 20 | 21 | 22 | 23 | 24 | 25 | 26 |
| 27 | 28 | 29 | 30 | 31 |    |    |

| Пн | Вт | Ср | Чт | Пт | Сб | Вс |
|    |    |    |    |    | 1  | 2  |
| 3  | 4  | 5  | 6  | 7  | 8  | 9  |
| 10 | 11 | 12 | 13 | 14 | 15 | 16 |
| 17 | 18 | 19 | 20 | 21 | 22 | 23 |
| 24 | 25 | 26 | 27 | 28 | 29 | 30 |
| 31 |    |    |    |    |    |    |

| Пн | Вт | Ср | Чт | Пт | Сб | Вс |
|    | 1  | 2  | 3  | 4  | 5  | 6  |
| 7  | 8  | 9  | 10 | 11 | 12 | 13 |
| 14 | 15 | 16 | 17 | 18 | 19 | 20 |
| 21 | 22 | 23 | 24 | 25 | 26 | 27 |
| 28 | 29 | 30 |    |    |    |    |

| Пн | Вт | Ср | Чт | Пт | Сб | Вс |
|    |    |    | 1  | 2  | 3  | 4  |
| 5  | 6  | 7  | 8  | 9  | 10 | 11 |
| 12 | 13 | 14 | 15 | 16 | 17 | 18 |
| 19 | 20 | 21 | 22 | 23 | 24 | 25 |
| 26 | 27 | 28 | 29 | 30 | 31 |    |

| Пн | Вт | Ср | Чт | Пт | Сб | Вс |
|    |    |    |    |    |    | 1  |
| 2  | 3  | 4  | 5  | 6  | 7  | 8  |
| 9  | 10 | 11 | 12 | 13 | 14 | 15 |
| 16 | 17 | 18 | 19 | 20 | 21 | 22 |
| 23 | 24 | 25 | 26 | 27 | 28 | 29 |
| 30 |    |    |    |    |    |    |

| Пн | Вт | Ср | Чт | Пт | Сб | Вс |
|    | 1  | 2  | 3  | 4  | 5  | 6  |
| 7  | 8  | 9  | 10 | 11 | 12 | 13 |
| 14 | 15 | 16 | 17 | 18 | 19 | 20 |
| 21 | 22 | 23 | 24 | 25 | 26 | 27 |
| 28 | 29 | 30 | 31 |    |    |    |

## События

### Январь
- 1 января
  - Столица Норвегии город Христиания переименована в Осло.
  - На пост президента Никарагуа вступил Карлос Солорсано — кандидат победившей на выборах 1924 года коалиции либералов и консерваторов[1].
- 2 января — образована Автономная Горно-Бадахшанская область в составе Таджикской АССР.
- 15 января — вышла в эфир первая в СССР любительская радиостанция Ф. А. Лбова (позывной R1FL).
- 21 января — Албания провозглашена республикой[2].
- 31 января — Ахмет Зогу избран первым президентом Республики Албании[3].

### Февраль
- 2 февраля — Леонард Сеппала и его собаки Того и Балто спасли городок Ном от эпидемии дифтерии.
- 16 февраля
  - Образована Каракалпакская автономная область[4].
  - В Минске открыта Библиотека Института белорусской культуры (Инбелкульт)[5].

### Март
- 2 марта — принята первая республиканская конституция Албании предоставлявшая президенту Ахмету Зогу диктаторские полномочия[3].
- 4 марта — вступление Калвина Кулиджа в должность президента США. Первая инаугурация президента США, которая сопровождалась трансляцией по радио.
- 12 марта — скончался руководитель партии Гоминьдан, первый президент Китая Сунь Ятсен[6].
- 15 марта — учреждён Национальный банк Албании (с преобладанием итальянского капитала)[3].
- 18 марта
  - В СССР был принят закон об обязательной военной службе.
  - По трём штатам США прошёлся самый смертоносный торнадо в истории страны, убивший до 700 человек.
- 22 марта — Катастрофа Junkers F 13 под Тифлисом

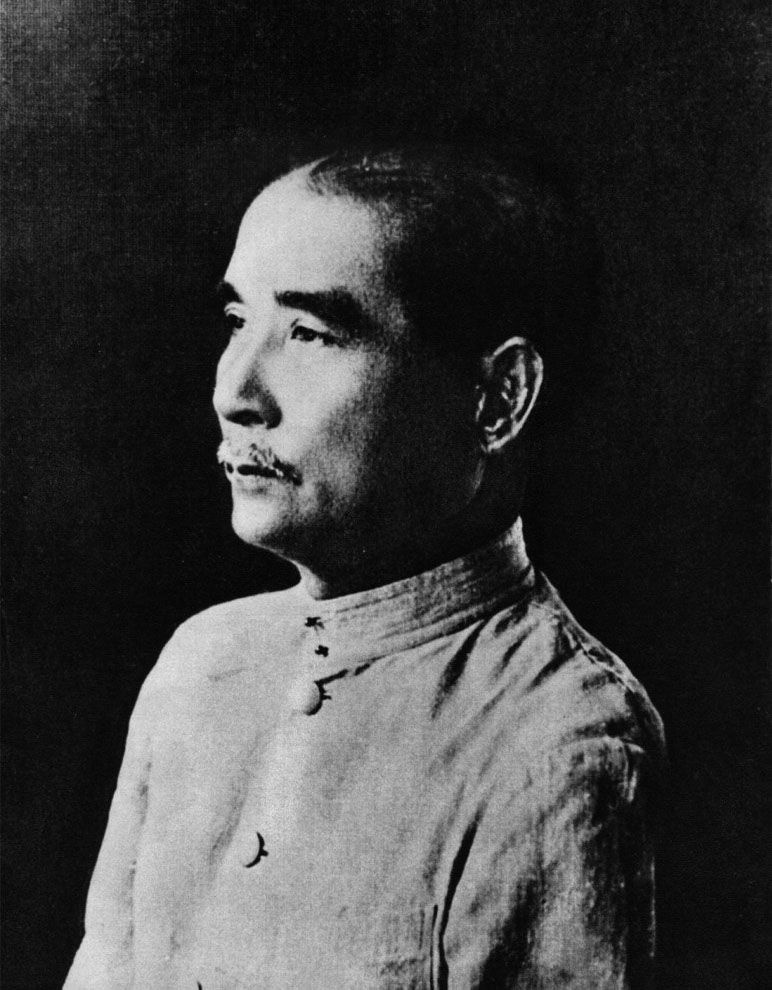
Лидер Гоминьдана Сунь Ятсен

### Апрель

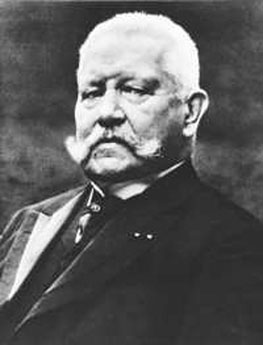
Президент Германии Пауль фон Гинденбург

- 10 апреля — переименование города Царицын в город Сталинград.
- 16 апреля — взрыв в соборе Святой Недели
- 17 апреля — создана единая Коммунистическая партия Кореи[7].
- 21 апреля — Чувашская автономная область стала Чувашской АССР.
- 26 апреля — во втором туре выборов президента Германии победил кандидат от «Имперского блока» Пауль фон Гинденбург, опередивший Вильгельма Маркса («Народный блок») и Эрнста Тельмана (Коммунистическая партия).

### Май
- 13 мая — 3-й съезд Советов СССР принял постановление о вхождении в состав Союза ССР Туркменской Советской Социалистической Республики и Узбекской Советской Социалистической Республики[4].
- 24 мая — выход первого номера газеты «Комсомольская правда».
- 25 мая — образован Сибирский край[8].
- 25 мая — основан Зенит (футбольный клуб, Санкт-Петербург).[источник не указан 2611 дней]
- 30 мая — в Шанхае расстреляна китайская демонстрация, что положило начало Движению тридцатого мая[9].

### Июнь
- 16 июня — в Крыму открыт пионерский лагерь-санаторий, будущий Всесоюзный пионерский лагерь «Артек» (в настоящее время — Международный детский центр «Артек»).
- 17 июня — в Женеве подписан Протокол о запрещении применения на войне ядовитых, удушливых и других подобных газов и биосредств[10].
- 22 июня — между Правительством Танну-Тувы и Правительством СССР был подписан Договор о дружбе и сотрудничестве.

### Июль
- 1 июля — правительство в Гуанчжоу провозгласило себя национальным правительством Китая.
- 18 июля — с выступления племён в Джебель-Друзе началось Сирийское национальное восстание[11].
- 27 июля — ЦИК и СНК СССР приняли постановление «О признании Российской Академии наук высшим научным учреждением Союза ССР» в связи с её 200-летним юбилеем[12].
- 31 июля — британские шахтёры своими выступлениями заставили предпринимателей отменить локаут в угольной промышленности, объявленный с 1 августа. Этот день вошёл в историю как Красная пятница[13].

### Август
- 6 августа — при не до конца выясненных обстоятельствах убит Григорий Иванович Котовский, видный советский военачальник, герой Гражданской войны.
- 13 августа — Буян-Бадыргы избран 1-м Председателем Совета Министров Тувинской Народной республики.
- 21 августа — принят закон, по которому подмандатная территория Бельгии Руанда — Урунди объединена в административный союз с Бельгийским Конго в качестве вице-генерал-губернаторства.

### Октябрь
- 5 октября — в Швейцарии открылась Локарнская конференция с участием Германии и европейских держав[14].
- 8 октября — в Орландо состоялся показ мультфильма '«Demonic Concert»', в котором впервые появляется мультипликационный персонаж Бенди. На премьере присутствовал губернатор штата Флорида Джон Мартин.
- 16 октября — парафированием Локарнских договоров закрылась Локарнская конференция[14].
- 25 октября — в Никарагуа генерал Эмилиано Чаморро поднял мятеж против президента Карлоса Солорсано. В стране началась гражданская война.
- 31 октября — 5-й меджлис Ирана объявил о низложении династии Каджаров[15].

### Ноябрь
- Запущен первый теплоход в СССР.

### Декабрь

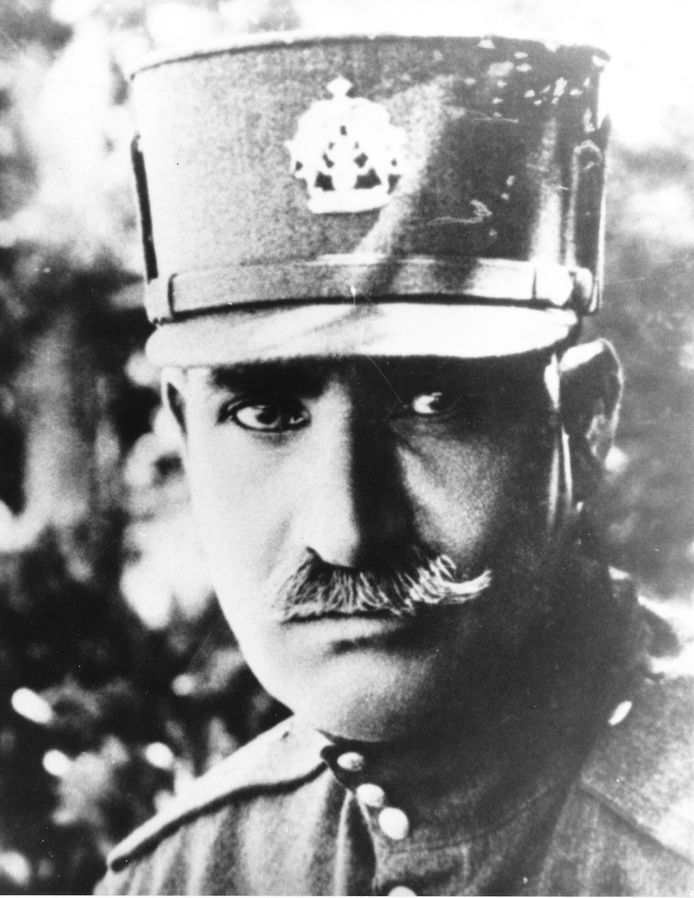
Шах Персии Реза Пехлеви

- 1 декабря — в Лондоне подписаны Локарнские договоры, закрепившие статус-кво в вопросе о границах в Европе[14].
- 6 декабря — пуск Шатурской электростанции имени В. И. Ленина.
- 12 декабря — Учредительное собрание Ирана провозгласило генерала Реза-хана шахом Ирана под именем Реза-шаха Пехлеви[15].
- 18—31 декабря — В Москве прошёл XIV съезд ВКП(б), на котором был принят курс на индустриализацию.
- 28 декабря — смерть поэта Сергея Есенина в гостинице Англетер.

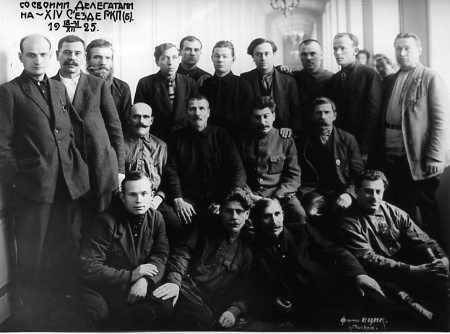
Участники XIV съезда ВКП(б)

### Без точных дат
- Австрийский учёный-физик Эрвин Шрёдингер предложил своё известное уравнение в качестве окончательного объяснения атомной структуры с помощью представлений о волновой функции.
- В Женеве (Швейцария) состоялась 12-я Международная конференция Красного Креста и Красного Полумесяца[16].
- Операция по усмирению антисоветского восстания в Чечне[17].
- Год основания Института охраны родительства и младенчества в Ленинграде (СССР) — старейшего педиатрического высшего учебного заведения (ВУЗа) в мире.

## Родились
См. также: Категория:Родившиеся в 1925 году

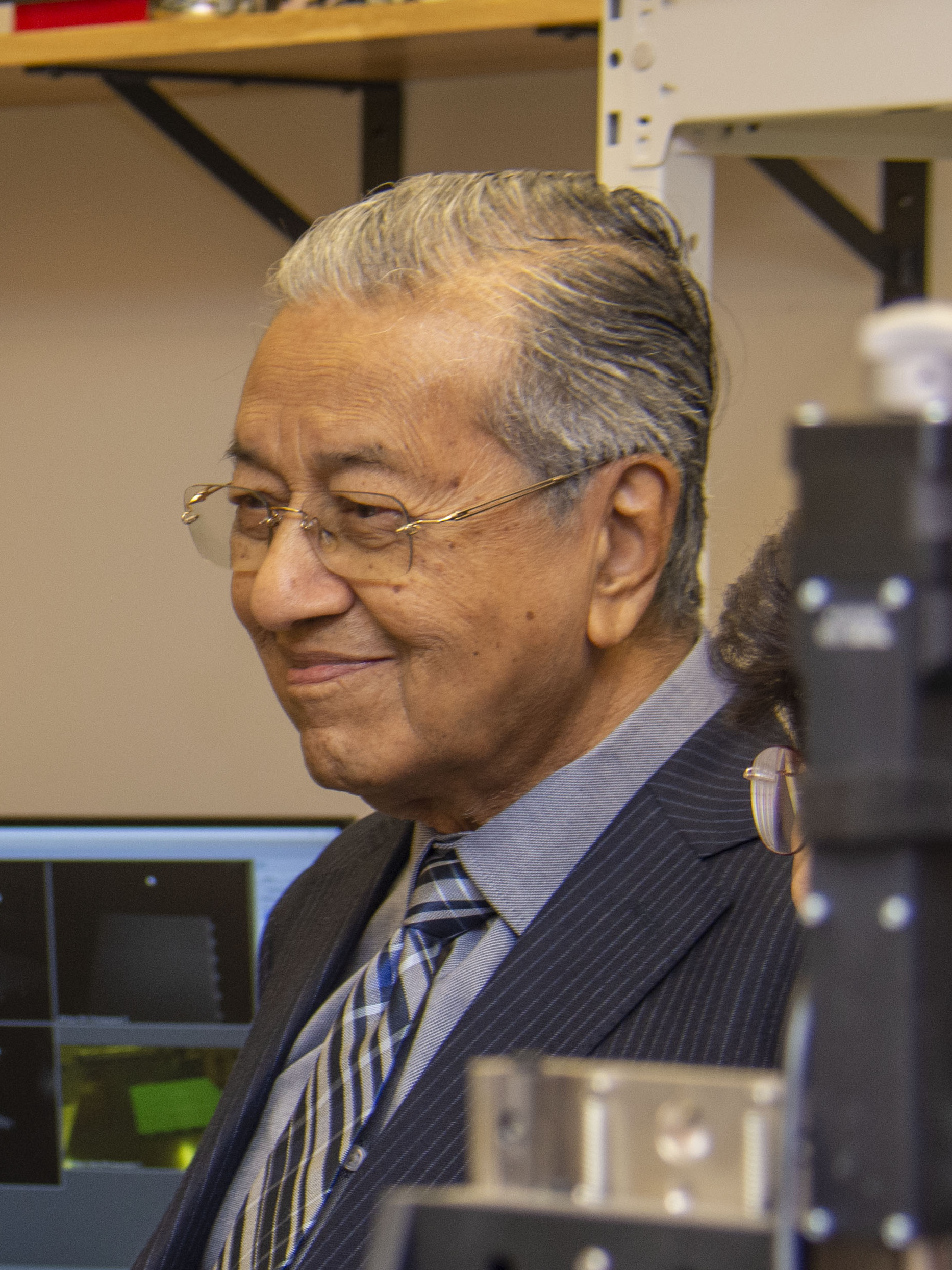
10 июля — Махатхир Мохамад, Премьер-министр Малайзии.

- 7 января — Джеральд Даррелл, британский учёный-зоолог, писатель-анималист (ум. в 1995).
- 14 января — Юкио Мисима, выдающийся японский писатель послевоенного периода (ум. в 1970).
- 18 января — Жиль Делёз, французский философ (ум. в 1995).
- 19 января — Шимон Клугер — последний еврейский житель города Освенцим (ум. в 2000).
- 9 февраля — Валентин Зорин — советский и российский политолог, историк-американист, журналист и телеведущий (ум. в 2016).
- 9 февраля — Ярослав Крестовский, советский и российский живописец (ум. в 2004).
- 24 февраля — Альберто Марсон, бразильский баскетболист, призёр Олимпиады-1948 и международных американских игр (ум. в 2018).
- 3 марта — Римма Маркова, советская актриса театра и кино, народная артистка СССР (ум. в 2015).
- 4 марта — Поль Мориа, французский композитор, аранжировщик и дирижёр (ум. в 2006).
- 12 марта — Гарри Гаррисон, американский писатель-фантаст (ум. в 2012).
- 12 марта — Лео Эсаки, японский физик, лауреат Нобелевской премии 1973 г.
- 17 марта — Юлия Борисова, советская и российская актриса, актриса Театра им. Е. Б. Вахтангова (с 1947), Народная артистка СССР (ум. в 2023).
- 18 марта — Ваня Шутлич, югославский философ, один из главных представителей феноменологической школы Хайдеггера в бывшей Югославии (ум. в 1989).
- 21 марта — Питер Брук, английский режиссёр театра и кино (ум. в 2022).
- 28 марта — Иннокентий Смоктуновский, советский актёр (ум. в 1994).
- 29 марта — Людмила Лядова, советская и российская композитор и певица (ум. 2021).
- 30 марта — Март Китаев, советский и российский театральный художник (ум. в 2020).
- 9 апреля — Эрнст Неизвестный, советский и американский скульптор (ум. в 2016).
- 5 мая — Владимир Вавилов, композитор, автор многочисленных музыкальных мистификаций, автор музыки песни «Город золотой» (ум. в 1973).
- 15 мая — Владимир Фёдоров, писатель, поэт и драматург (ум. в 1998).
- 15 мая — Людмила Касаткина, советская актриса (ум. в 2012).
- 19 мая — Пол Пот, камбоджийский политический и государственный деятель, лидер «красных кхмеров» (ум. в 1998).
- 3 июня — Тони Кёртис, американский киноактёр (ум. в 2010).
- 15 июня — Василий Голубев, советский живописец (ум. в 1985).
- 26 июня — Павел Беляев, Герой Советского Союза, лётчик-космонавт СССР (ум. в 1970).
- 29 июня — Джорджо Наполитано, итальянский политический деятель, 11-й президент Итальянской республики (ум. в 2023).
- 1 июля — Клара Лучко, советская киноактриса, народная артистка СССР (ум. в 2005).
- 2 июля — Патрис Лумумба, конголезский политик, первый премьер-министр Демократической Республики Конго, (убит в 1961).
- 3 июля — Анатолий Эфрос, советский режиссёр театра и кино (ум. в 1987).
- 10 июля — Махатхир Мохамад, Премьер-министр Малайзии.
- 20 июля — Жак Делор, французский политик, один из создателей Евросоюза, председатель Европейской комиссии в 1985—1995 (ум. в 2023).
- 25 июля — Микис Теодоракис, греческий композитор и политический деятель, лауреат Международной Ленинской премии «За укрепление мира между народами» (ум. в 2021).
- 28 июля — Барух Бламберг, американский врач и учёный, лауреат Нобелевской премии по физиологии и медицине 1976 года (ум. в 2011).
- 2 августа — Хорхе Видела, военный и государственный деятель, правитель Аргентины в 1976—1981 (ум. в 2013).
- 26 августа — Пётр Тодоровский, советский кинорежиссёр (ум. в 2013).
- 28 августа — Аркадий Стругацкий, советский писатель-фантаст (ум. в 1991).
- 11 сентября — Алексей Ткачёв, советский и российский живописец, Народный художник СССР (ум. в 2025).
- 15 сентября — Кирилл Лавров, советский актёр театра и кино (ум. в 2007).
- 16 сентября — Би Би Кинг, американский блюзовый гитарист и певец (ум. в 2015).
- 27 сентября — Роберт Джеффри Эдвардс, британский учёный-физиолог, лауреат Нобелевской премии по физиологии и медицине за 2010 год (ум. в 2013).
- 29 сентября — Сергей Романовцев, участник Великой Отечественной войны, разведчик, Герой Советского Союза (ум. в 2022).
- 30 сентября — Аркадий Осташев, инженер-механик, ведущий испытатель ракет и ракетно-космических комплексов ОКБ-1 НИИ-88 (ум. в 1998).
- 30 сентября — Вера Васильева, советская и российская актриса театра и кино, народная артистка СССР (ум. в 2023).
- 3 октября — Гор Видал, американский писатель, эссеист, кино- и театральный драматург, признанный классик американской литературы 2-й половины XX века (ум. в 2012).
- 4 октября — Марлен Хуциев, советский и российский кинорежиссёр, сценарист, актёр, педагог, народный артист СССР (ум. в 2019).
- 5 октября — Раиса Стручкова, балерина (Большой Театр), Народная артистка СССР (ум. в 2005).
- 13 октября — Маргарет Тэтчер, 71-й премьер-министр Великобритании (ум. в 2013).
- 13 октября — Хейно Яакович Парс, советский и эстонский сценарист, режиссёр-мультипликатор и оператор киностудии «Таллинфильм» (ум. в 2014).
- 16 октября — Анджела Лэнсбери, английская и американская актриса (ум. в 2022).
- 25 октября — Алия Молдагулова, участница Великой Отечественной войны, снайпер, герой Советского Союза (погибла в 1944).
- 6 ноября — Мишель Буке, французский актёр театра и кино (ум. в 2022).
- 14 ноября — Рой Медведев, советский и российский писатель.
- 15 ноября — Юлий Даниэль, советский поэт, диссидент (ум. в 1988).
- 20 ноября
  - Роберт Кеннеди, брат 35-го президента США Джона Кеннеди, министр юстиции США в 1961—1964 гг., кандидат на пост президента в 1968 году (убит в 1968).
  - Майя Плисецкая, советская балерина, балетмейстер, актриса, педагог, Герой Социалистического Труда, народная артистка СССР, лауреат Ленинской премии (ум. в 2015).
- 25 ноября — Нонна Мордюкова, советская актриса (ум. в 2008).
- 1 декабря — Филипп Бобков, советский деятель спецслужб, генерал армии (ум. в 2019).
- 3 декабря — Ким Дэ Чжун, президент Республики Корея (ум. в 2009).
- 11 декабря — Пол Грингард, американский нейробиолог, лауреат Нобелевской премии по физиологии и медицине 2000 года (ум. в 2019).
- 12 декабря — Владимир Шаинский, советский композитор (ум. в 2017).
- 16 декабря — Капитолина Румянцева, советская художница (ум. в 2002).
- 21 декабря — Ольга Аросева, советская актриса театра и кино, народная артистка СССР (ум. в 2013).
- 22 декабря — Екатерина Дёмина, участник Великой Отечественной войны, санинструктор, разведчик морской пехоты, Герой Советского Союза (ум. в 2019).
- 25 декабря — одна из вероятных дат рождения Карлоса Кастанеды, американского писателя и мистика (ум. в 1998).
- 27 декабря — Мишель Пикколи, французский актёр театра и кино (ум. 2020).

## Скончались
См. также: Категория:Умершие в 1925 году
- 2 февраля — Прохор Григорьевич Горохов, русский поэт-самоучка, автор слов песни «Бывали дни весёлые» (род. 1869).
- 12 марта — Аверченко, Аркадий Тимофеевич, русский писатель-сатирик и юморист (род. 1881).
- 30 марта — Рудольф Штейнер, немецкий философ-мистик, писатель (род. 1861).
- 7 апреля — Патриарх Тихон, первый патриарх после синодального периода.
- 21 апреля — Ольга Алексеевна Новикова, русская писательница, переводчица, активистка Союза русского народа и Русской монархической партии (род. 1840).
- 12 мая — Нестор Александрович Котляревский, русский историк литературы, литературный критик, публицист (род. 1863).
- 1 июля — Эрик Сати, французский композитор и пианист, родоначальник авангардных музыкальных течений.
- 6 августа — Григорий Иванович Котовский, российский революционер, советский военный и политический деятель, участник Гражданской войны.
- 25 августа — Франц Конрад фон Гётцендорф, австро-венгерский генерал-фельдмаршал, начальник генерального штаба австро-венгерских войск накануне и во время Первой мировой войны), военный теоретик (род. 1852).
- 7 сентября — Рене Вивиани, французский политический и государственный деятель, социалист, премьер-министр Франции в 1914—1915 годах (род. 1863).
- 16 сентября — Александр Александрович Фридман, русский и советский математик и геофизик, создатель теории нестационарной Вселенной.
- 31 октября — Михаил Васильевич Фрунзе, российский революционер, полководец Красной Армии времён Гражданской войны (род. 1885).
- 5 декабря — Владислав Реймонт, польский писатель, лауреат Нобелевской премии по литературе (1924).
- 28 декабря — Сергей Александрович Есенин, русский поэт.

## Нобелевские премии
- Физика — Джеймс Франк и Густав Людвиг Герц — «За открытие законов соударения электрона с атомом».
- Химия —
- Медицина и физиология —
- Литература — Джордж Бернард Шоу — «За творчество, отмеченное идеализмом и гуманизмом, за искромётную сатиру, которая часто сочетается с исключительной поэтической красотой».
- Премия мира —